# Крейденко, Владимир Семёнович
Владимир Семёнович Крейденко (3 сентября 1930, Батум — 24 августа 2019, Санкт-Петербург) — советский и российский библиотековед, доктор педагогических наук (1988), профессор (1990). Член-корреспондент Международной академии наук высшей школы (МАН ВШ).

## Биография
Родился в городе Батум в 1930 году в семье потомственных полиграфистов.
В 1949—1950 гг. учился на филологическом факультете Батумского государственного педагогического института. Окончил 1-й курс отделения русского языка и литературы. В 1950—1954 гг. обучался в Ленинградском государственном библиотечном институте имени Н. К. Крупской (ЛГБИ, впоследствии — Ленинградский государственный институт культуры имени Н. К. Крупской (ЛГИК), ныне Санкт-Петербургский государственный институт культуры (СПбГИК)). В 1954—1960 гг. — зав. научно-методическим отделом Северо-Осетинской республиканской библиотеки им. С. М. Кирова. В 1960—1963 гг. — аспирант ЛГБИ, в 1964—1968 гг. — декан заочного отделения и зав. кафедрой библиотековедения Восточно-Сибирского государственного института культуры.
В 1964 году защитил кандидатскую диссертацию, в 1988 году — докторскую. С 1998 г. — доцент ЛГИК, в 1991—1992 гг. — зав. кафедрой организации общеобразовательного и профессионального чтения того же института, в 1992—2004 г. — зав. кафедрой социологии и психологии чтения, в 2004—2008 гг. — зав. кафедрой библиотековедения и теории чтения. В 2008—2014 гг. — заслуженный профессор, с 2014 г. — советник ректора. Председатель Диссертационного совета Д. 210.19.03 СПбГИК в 1994—2015 гг.
Автор более 320 научных работ, научный редактор и составитель более 60 словарей, справочников и сборников научных трудов в области библиотековедения и теории чтения Научный руководитель 26 кандидатских диссертаций и научный консультант 3 докторских диссертаций, член-корреспондент Международной академии наук высшей школы, действительный член Международной Академии информатизации при ООН, член редколлегии научного журнала «Библиосфера» (ГПНТБ СО РАН).

## Известные труды
- Комплектование библиотек в многонациональных республиках и областях изданиями на языках народов СССР : автореф. дис. ... канд. пед. наук. Л., 1963. 20 с.
- Работа с читателями : учеб. пособие для студентов фак. универс. б-к по курсу «Методика работы с читателями». Л., 1972. 37 с.
- Методология и методика библиотечного исследования : учеб. пособие по курсу «Библиотековедение» для студентов библ. фак. Л., 1977. 91 с.
- Библиотечные исследования : науч. основы : учеб. пособие. М., 1983. 142 с.
- Исследовательские методы в библиотековедении : современное состояние и пути повышения эффективности : автореф. дис. ... д-ра пед. наук. М., 1988. 34 с.
- Библиотечное краеведение : терминол. слов. / сост. А. В. Мамонтов, В. С. Крейденко. СПб., 1998. 85 с.
- Библиотечно-библиографическое обслуживание читателей / В. С. Крейденко // Справочник библиотекаря.- Изд. 2-е, исправленное и дополненное.- СПб.: Профессия, 2001.- С. 147—192.- ISBN 5-93913-021-6
- Телегонический эффект книги. СПб., 2004. 40 с.
- Библиотечное обслуживание полиэтнического населения региона. Культурная компетентность библиотекаря : справ. пособие / сост. Л. Д. Данильянц, В. С. Крейденко. СПб., 2009. 166 с.
- Методология библиотековедения // Библиотековедение. Общий курс : учебник для бакалавров. СПб., 2013. С. 64—87 и др.

## Звания и награды
- Заслуженный работник культуры Российской Федерации (1996)
- Медаль «В память 300-летия Санкт-Петербурга»
- Медаль «Ветеран труда»
- Нагрудный знак «За отличную работу» Министерства культуры СССР